# Xã West Cameron, Quận Northumberland, Pennsylvania
Xã West Cameron (tiếng Anh: West Cameron Township) là một xã thuộc quận Northumberland, tiểu bang Pennsylvania, Hoa Kỳ. Năm 2010, dân số của xã này là 541 người.